# پابلو آلبوران
پابلو مورنو دِ آلبوران (به اسپانیایی: Pablo Moreno de Alborán Ferrándiz) (زادهٔ ۳۱ مه ۱۹۸۹) گه با نام هنری پابلو آلبوران شناخته می‌شود، خواننده و نوازندهٔ اهل اسپانیا است که برندهٔ جایزه گرمی لاتین شد. پابلو در مالاگا متولد شد پدر او معمار و مادرش زنی فرانسوی است و دارای دو خواهر و برادر نیز هست. او از سنین بسیار پایین شروع به یادگیری سازهای مختلف موسیقی مانند پیانو، گیتار کلاسیک، گیتار فلامنکو و گیتار آکوستیک کرد و به آواز خواندن با نوازندگان حرفه‌ای در مالاگا و مادرید علاقه‌مند بود. او اولین آهنگ خود را به نام عشق محله که در اولین آلبوم او نیز برجسته بود در سن ۱۲ سالگی اجرا کرد که بسیار مورد توجه قرار گرفت.
او بعد از منتشر شدن آلبومش در سال ۲۰۱۱ چند هفتهٔ متوالی در صدر جدول فروش قرار داشت که تعجب همگان را برانگیخت و باعث شهرت بسیارش شد.

## زندگی شخصی
پدر او معمار اسپانیایی سالوادر مرنو ده آلبوران پرالتا است و مادرش النا فرناندیز مارتینز است. آلبوران در ۱۷ ژوئن ۲۰۲۰ در اینستاگرامش همجنسگرا بودنش را آشکار کرد.